# Atlas Copco

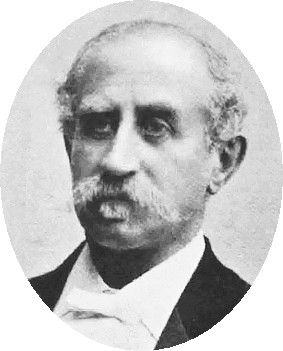
Oprichter Eduard Fränckel.

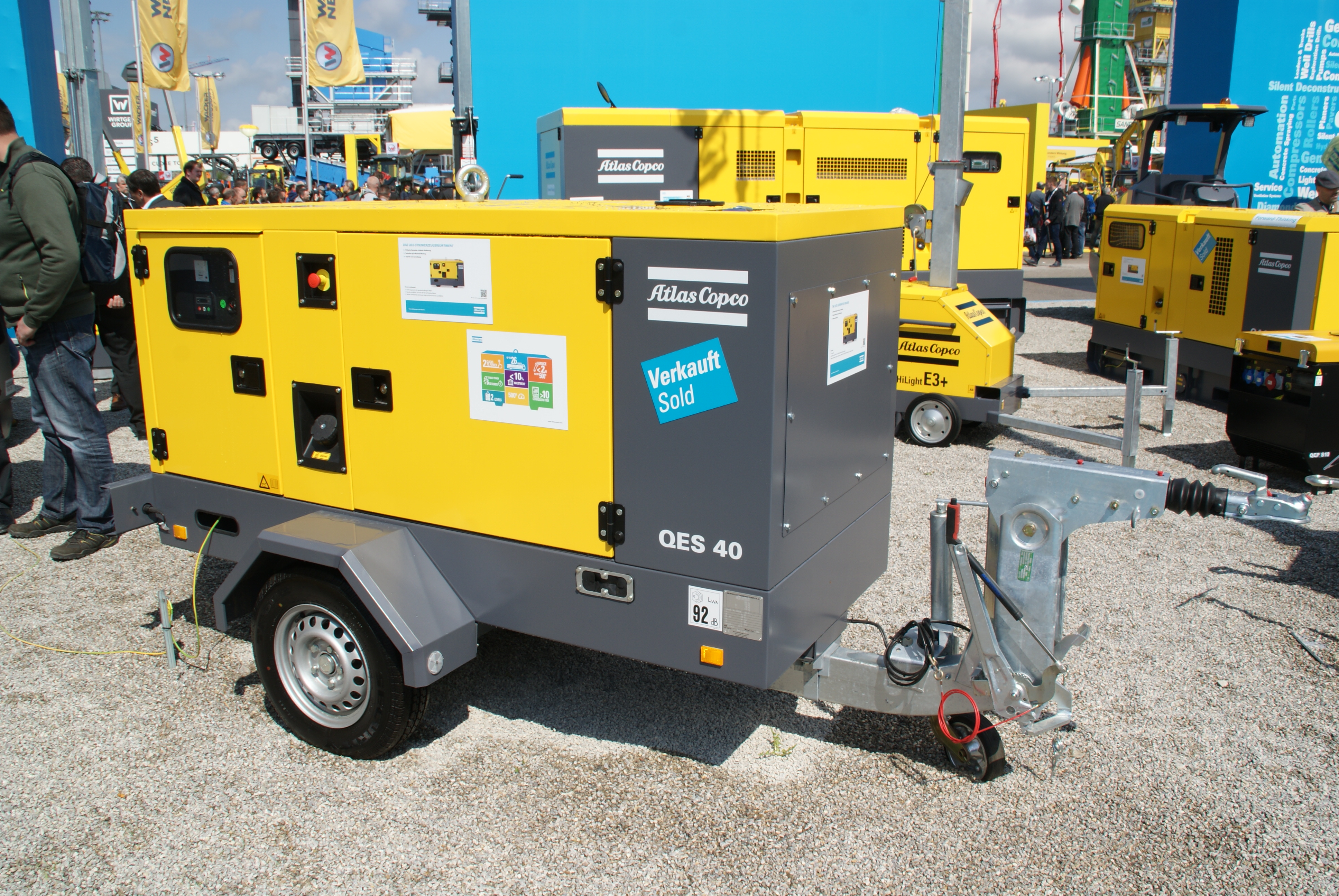
Generator van Atlas Copco.

Atlas Copco is een leverancier van onder meer compressoren, vacuümoplossingen, generatoren, pompen, elektrische gereedschappen en montagesystemen. Atlas Copco ontwikkelt producten en diensten gericht op productiviteit, energie-efficiëntie, veiligheid en ergonomie. Het bedrijf werd opgericht in 1873 en is gevestigd in Stockholm, Zweden, en verkoopt in meer dan 180 landen. In 2022 had Atlas Copco een omzet van SEK 141 miljard en bijna 46.000 werknemers.

## Activiteiten
De bedrijven van Atlas Copco ontwikkelen en produceren industriële gereedschappen, mobiele compressoren en stationaire persluchtinstallaties, vacuümpompen, gasscheidingsapparatuur, generatoren en assemblagesystemen. Daarnaast bieden zij de bijbehorende services en mogelijkheden tot verhuur. De producten worden in meer dan 180 landen via een wereldwijd verkoop- en servicenetwerk onder verschillende merken, die geheel of gedeeltelijk het eigendom van Atlas Copco zijn, verkocht en verhuurd. Azië is grootste afzetmarkt met een aandeel van 40% in de omzet, gevolgd door Europa en Noord-Amerika elk met een kwart van de omzet.
De groep is actief op diverse zakelijke markten en telt vier bedrijfsonderdelen:
- Compressor technique, dit is het grootste onderdeel en was in 2022 goed voor ruim 40% van de totale omzet.
- Vacuum technique, met een aandeel van een vijfde in de jaaromzet
- Power technique, circa 15% van de totale omzet
- Industrial technique, ook ongeveer 15% van de omzet.

De aandelen van het bedrijf staan sinds 1920 genoteerd op de beurs van Stockholm, nu Nasdaq Stockholm. Er zijn A- en B-aandelen, in de meeste opzichten identiek met één belangrijke uitzondering: A aandelen hebben meer stemrecht dan de B aandelen. De grootste aandeelhouder is Investor met 22,3% van het stemrecht en 17% van de aandelen per jaarultimo 2022. 

### Vestigingen
Atlas Copco heeft vestigingen wereldwijd. In België bevindt de belangrijkste vestiging zich te Wilrijk, waar zich het internationale hoofdkantoor van de compressorendivisie bevindt en bovendien een grote productie-eenheid is. Verdere productievestigingen zijn te vinden in Zweden, Frankrijk, Duitsland en de Verenigde Staten, China, India, Italië, Groot-Brittannië en Nederland.

## Geschiedenis
In 1873 werd in Stockholm de firma AB Atlas opgericht, die apparatuur en machines produceerde voor de spoorwegen. Financier was de familie Wallenberg. In 1875 werkten er al 750 mensen. Atlas was al snel het grootste industriebedrijf in Zweden. Er werden ook grote staalconstructies, zoals bruggen, geproduceerd. In 1890 ging het bedrijf echter failliet omdat het te groot en log was opgezet en daardoor minder efficiënt werkte dan de concurrentie. Het maakte echter een doorstart als Nya AB Atlas. Men ging geleidelijk aan meer geavanceerde producten maken, zoals stoommachines en gereedschapsmachines. In 1911 stopte men met de productie van treinstellen.
Omstreeks 1900 begon het bedrijf met de productie van compressoren en persluchttoestellen, zoals pneumatische klinkhamers. Deze waren aanvankelijk nodig in het eigen bedrijf, maar spoedig ging men ook voor de verkoop produceren. De eerste pneumatische klinkhamer werd afgeleverd in 1901, en de eerste zuigercompressor in 1904. Ook rotsboren behoorden weldra tot het productenpakket. In 1917 werd de 174e en laatste locomotief afgeleverd.
In 1898 werd, door Marcus Wallenberg het bedrijf AB Diesels Motorer opgericht, dat dieselmotoren produceerde. Deze vonden onder meer ingang in de scheepvaart, en met name Roald Amundsen was enthousiast over de prestaties hiervan. AB Diesels Motorer fuseerde in 1917 met Nya AB Atlas tot AB Atlas Diesel. De Eerste Wereldoorlog leidde tot verlies van afzetmarkten, maar technische vernieuwingen hielpen het bedrijf overeind te blijven. Bovendien werd een belangrijk deel van het bedrijf verplaatst naar Sickla. De vraag naar dieselmotoren liep terug, en in 1948 werd de 5447e en laatste motor afgeleverd.
In 1956 werd de naam Atlas Copco ingevoerd. Copco was de naam van de Belgische tak: Compagnie Pneumatique Commerciale. Ook werd het Belgische Arpic Engineering NV overgenomen, een bedrijf dat eveneens compressoren maakte. De belangrijkste innovatie was de schroefcompressor, die olievrije perslucht leverde.
In 2017 besloot het bedrijf de activiteiten te splitsen. Een nieuw bedrijf met de naam Epiroc werd opgericht en hier werden de producten en diensten ondergebracht voor klanten actief in de mijnbouw en infrastructuur. Dit maakte ongeveer een kwart van de totale omzet van Atlas Copco uit. In april 2018 stemden de aandeelhouders in met deze afsplitsing. In juni kregen de Atlas Copco aandeelhouders, naar rato van hun aandelenbezit in Atlas Copco, de aandelen Epiroc in handen. Epiroc kreeg op hetzelfde moment ook een beursnotering. In oktober 2017 werd de verkoop van de wegenbouw machines afgerond, deze activiteit werd gekocht door het Franse bedrijf Fayat Group.